# Padesø Sogn
Padesø Sogn (bis 1. Oktober 2010: Padesø kirkedistrikt  (dt.: Kirchenbezirk) im Hårslev Sogn) ist eine Kirchspielsgemeinde (dän.: Sogn)
auf der Insel Fyn (dt.: Fünen)
im südlichen Dänemark. Bis zum 1. Oktober 2010 war sie lediglich ein Kirchenbezirk im Hårslev Sogn. Als zu diesem Termin sämtliche Kirchenbezirke Dänemarks aufgelöst wurden, wurde sie ein selbständiges Sogn. Das Sogn erstreckt sich über Gebietsanteile dreier Kommunen: der Nordfyns Kommune, der Assens Kommune und der Middelfart Kommune.
Im Kirchspiel leben 552  Einwohner (Stand: 1. Januar 2023). Im Kirchspiel liegt die Kirche „Padesø Kirke“.

## Geschichte
Bis 1970 gehörte Hårslev Sogn zur Harde Skovby Herred im damaligen Odense Amt, danach zur Søndersø Kommune im
Fyns Amt, die im Zuge der  Kommunalreform zum 1. Januar 2007 in der
Nordfyns Kommune in der Region Syddanmark aufgegangen ist.